# San Bernardo Tlalmimilolpan
San Bernardo Tlalmimilolpan är en ort i Mexiko, tillhörande kommunen Tepetlaoxtoc i delstaten Mexiko. San Bernardo Tlalmimilolpan ligger i den centrala delen av landet och tillhör Mexico Citys storstadsområde. Orten hade 2 472 invånare vid folkmätningen 2010.